# Action (BoAの曲)
『Action』(アクション)はBoAの配信限定シングル

## 概要
配信限定シングルとしては前作『Disturbance』より約7ヶ月振りのシングルであり、前作に引き続き、韓国国内でのみの配信となっている。
本作は韓国で行われた『2013 光州デザインビエンナーレ』のロゴソングとしてのタイアップが付いており、韓国の作曲家ユ・ヨンジンとタッグを組んで制作された楽曲となる。

## 楽曲解説
本作は配信日の前日の7月31日に、MelOn、Genie、NAVER MUSIC等の音楽配信サイトにて公開がなされ、EDM(エレクトロニック・ダンス・ミュージック)調のアレンジが施され、聴きやすく明るいビートと、メロディーとを組み合わせた仕上がりとなっており、歌詞は光州デザインビエンナーレのコンセプトと、「ファッション、パッション、アクション」の3つのスローガンに寄り添って自分だけが持つ色を見つけるために、情熱を持って行動する姿を描いていく事でビエンナーレに相応しい楽曲に仕上げていったとの事。
また、2013年で5回目の開催を迎えるにあたり、初めて採用されたロゴソングでもあったとの事であり、光州デザインビエンナーレの関係者は「今回、光州デザインビエンナーレの開催にあたり、イベントが持つ親しみやすさとBoAさんのイメージがピッタリと合うと感じた事から「ビエンナーレに相応しいロゴソングを歌ってほしい」と制作を依頼させていただきました。長らくK-POPのトップとして第一線を走り続けてきたBoAさんが公益的な国際文化イベントに才能と文化の提供をしていただけた事により、より強い意味合いを持つロゴソングになってくれたのではないかと思います。」とコメントしている。

## 収録曲
1. Action
作詞・作曲：BoA、Yoo Young Jin